# Patricia Churchland
Patricia Churchland (anglès: Patricia Smith Churchland)  (Oliver, 16 de juliol de 1943) és una filòsofa americana membre d'una família dedicada a la neurociència. Els seus estudis se centren en la relació entre ment i cervell, unint així la biologia amb la filosofia: creu que per entendre com funciona el pensament cal partir de les seves realitzacions físiques però anar més enllà i postular conceptes explicatius. Partidària del materialisme eliminatiu o moderat, rebutja l'existència d'estats mentals que no tinguin una base física, com el desig o qualsevol actitud. Afirma que la majoria d'afirmacions de la psicologia popular són equiparables a l'antiga mitologia envers l'explicació científica dels fenòmens naturals.